# آزی (لوار-ا-شر)
آزی (به فرانسوی: Azé) یک کمون در فرانسه است که در canton of Vendôme-1 واقع شده‌است. آزی ۳۱٫۹۳ کیلومتر مربع مساحت دارد ۸۱ متر بالاتر از سطح دریا واقع شده‌است.